# 索吕
索吕（法語：Sorrus）是法国上法蘭西大區加来海峡省的一个市镇，属于蒙特勒伊区。

## 地理
索吕（50°27'32"N, 1°43'21"E）面积6.79 平方千米，位于法国上法蘭西大區加来海峡省，该省份为法国北部沿海省份，西北濒北海，南至索姆省，东临北部省。
与索吕接壤的市镇（或旧市镇、城区）包括：拉卡洛特里、艾龙圣母村、大康皮尼厄勒、小康皮尼厄勒、拉马德莱娜-苏蒙特勒伊、圣欧班、圣若斯。

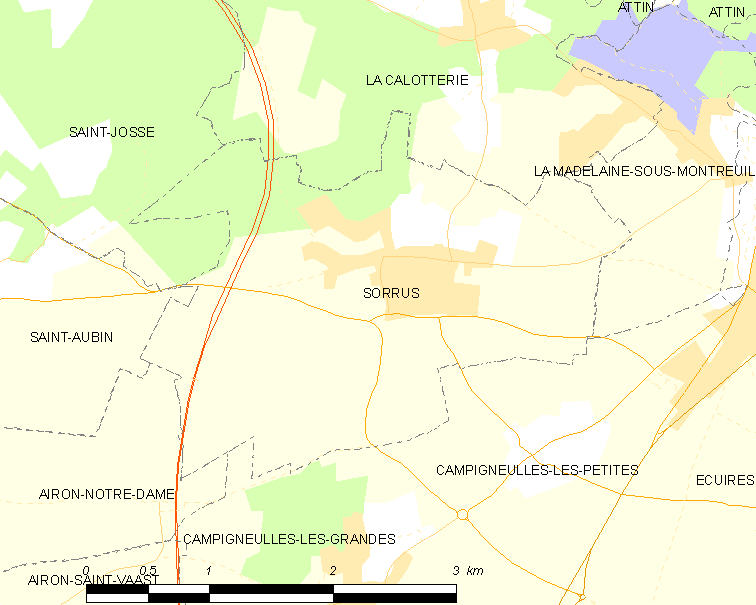
索吕的OSM定位图

索吕的时区为UTC+01:00、UTC+02:00（夏令时）。

## 行政
索吕的邮政编码为62170，INSEE市镇编码为62799。

## 政治
索吕所属的省级选区为贝尔克县。

## 人口

1962-2008年间索吕人口变化图示

索吕于2022年1月1日时的人口数量为943人。